# Luhynský rajón
Luhynský rajón (ukrajinsky Лугинський район) byl rajón v Žytomyrské oblasti na Ukrajině. Hlavním městem byly Luhyny a rajón měl přibližně 16 tisíc obyvatel. 

## Sídla v rajónu
- Myroljubiv
- Luhyny